# سیارک ۱۱۴۸۱
سیارک ۱۱۴۸۱ (به انگلیسی: 11481 Znannya، نامگذاری:1987WO1) یازده هزار و چهارصد و هشتاد و یکمین سیارک کشف شده‌است که در ۲۲ نوامبر ۱۹۸۷ کشف شد.
قدر مطلق سیارک برابر ۳۰.۹ است.